# 국도 제28호선 (일본)

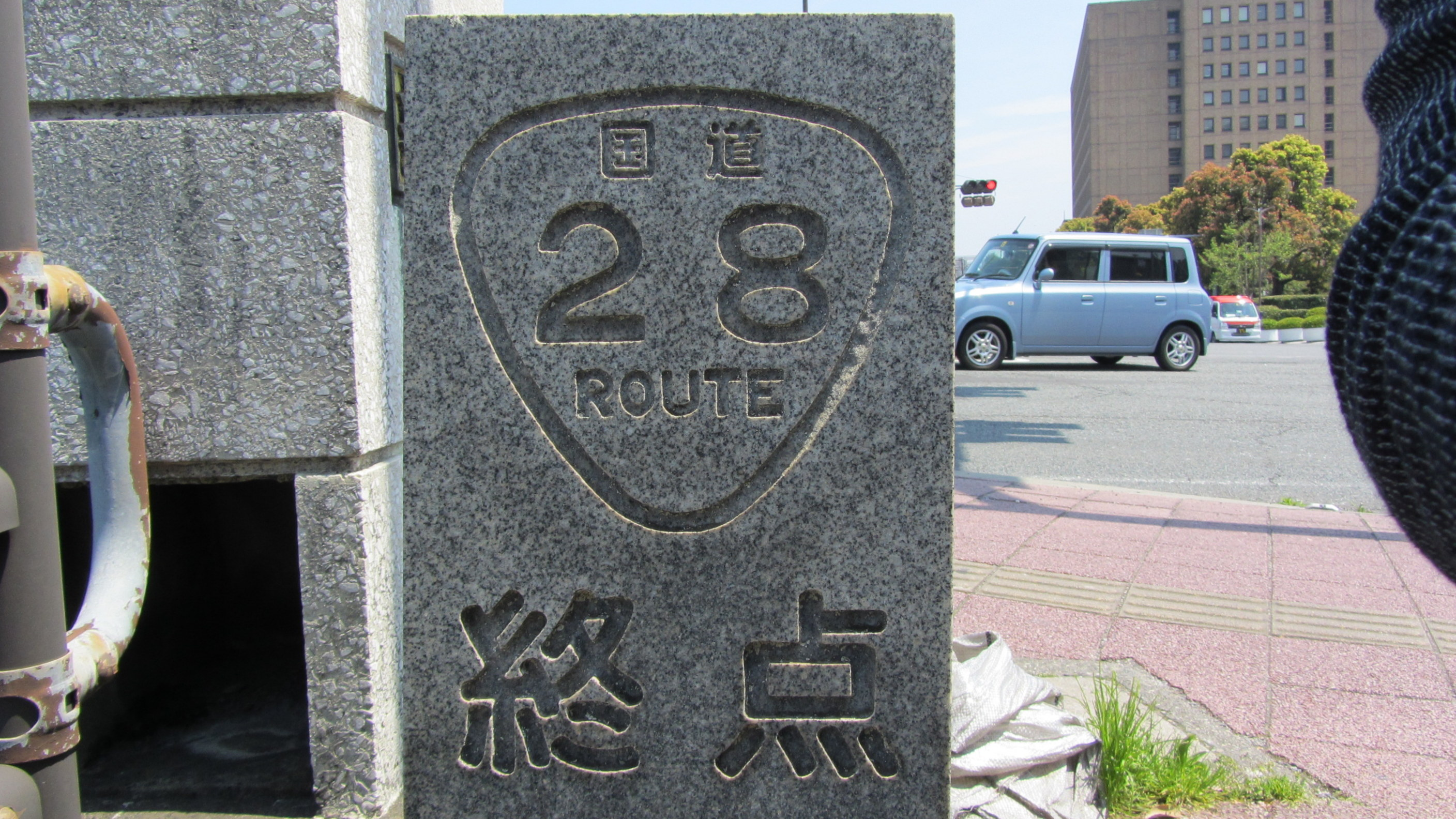
일본 28번 국도의 기점이기도 하는 도쿠시마시에 놓인 도로원표. 도쿠시마현 도쿠시마시 가라도키 교의 남단.

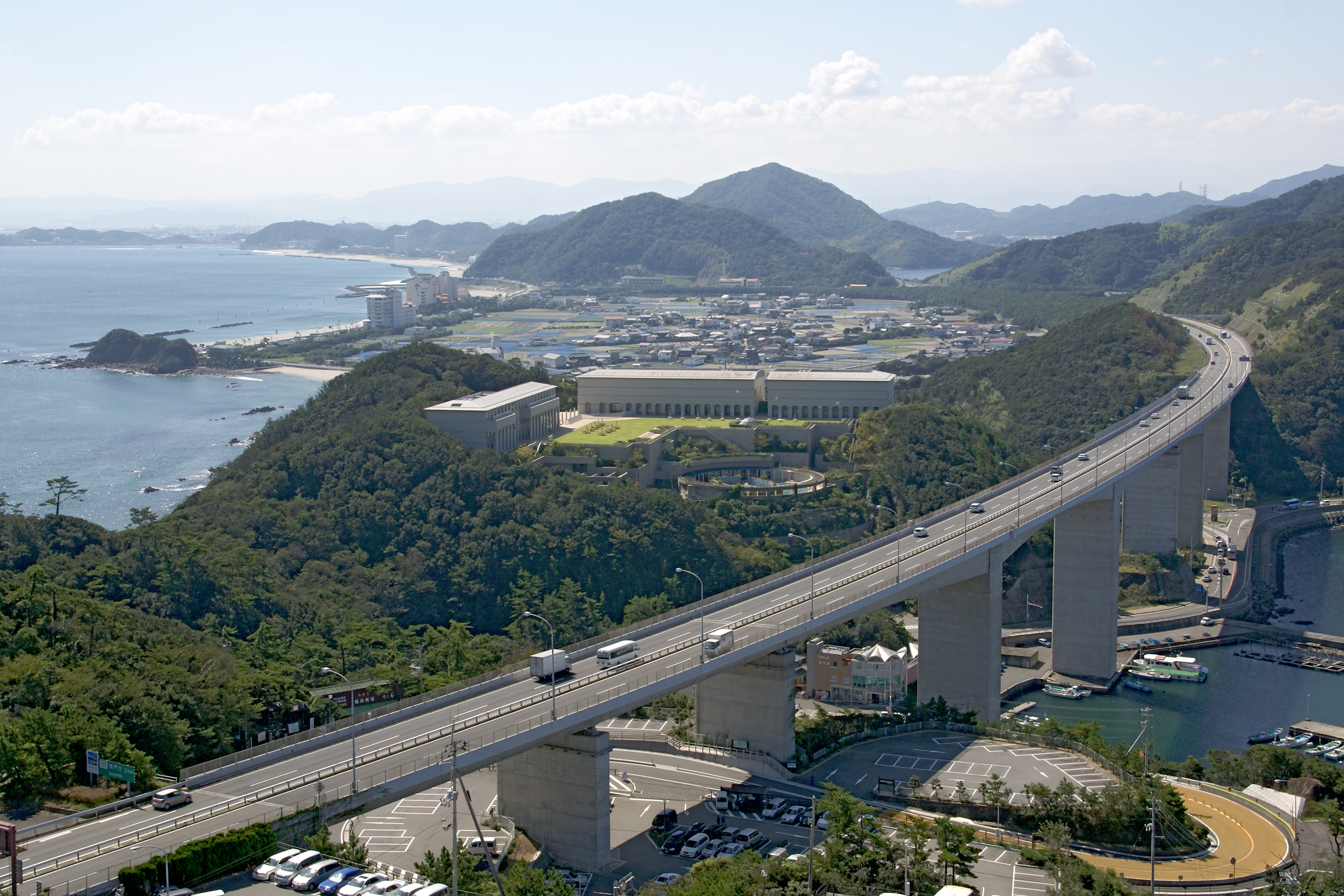
고베 아와지 나루토 자동차도로 이루어진 부분

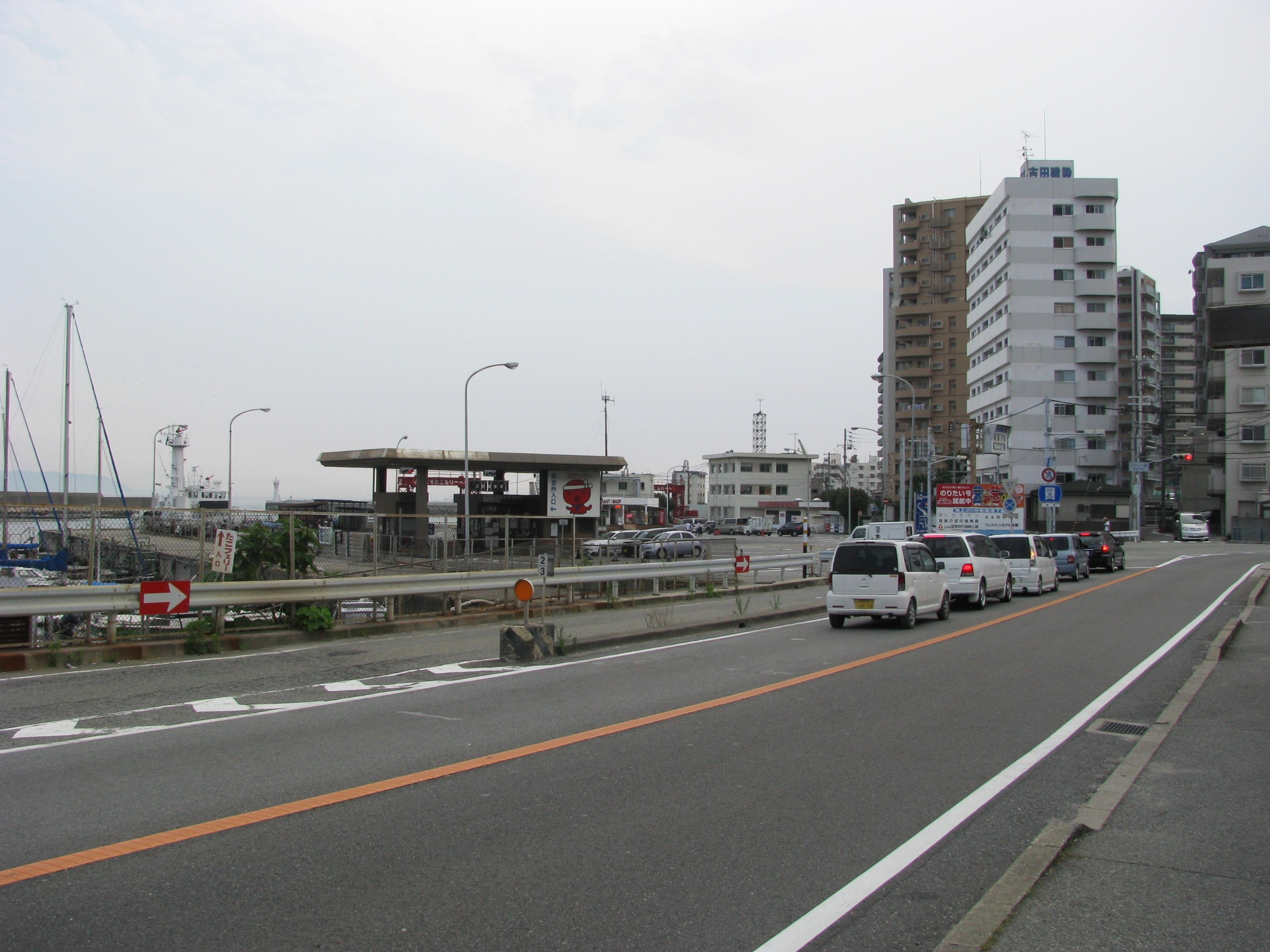
옛 다코 페리 앞 (아카시시)

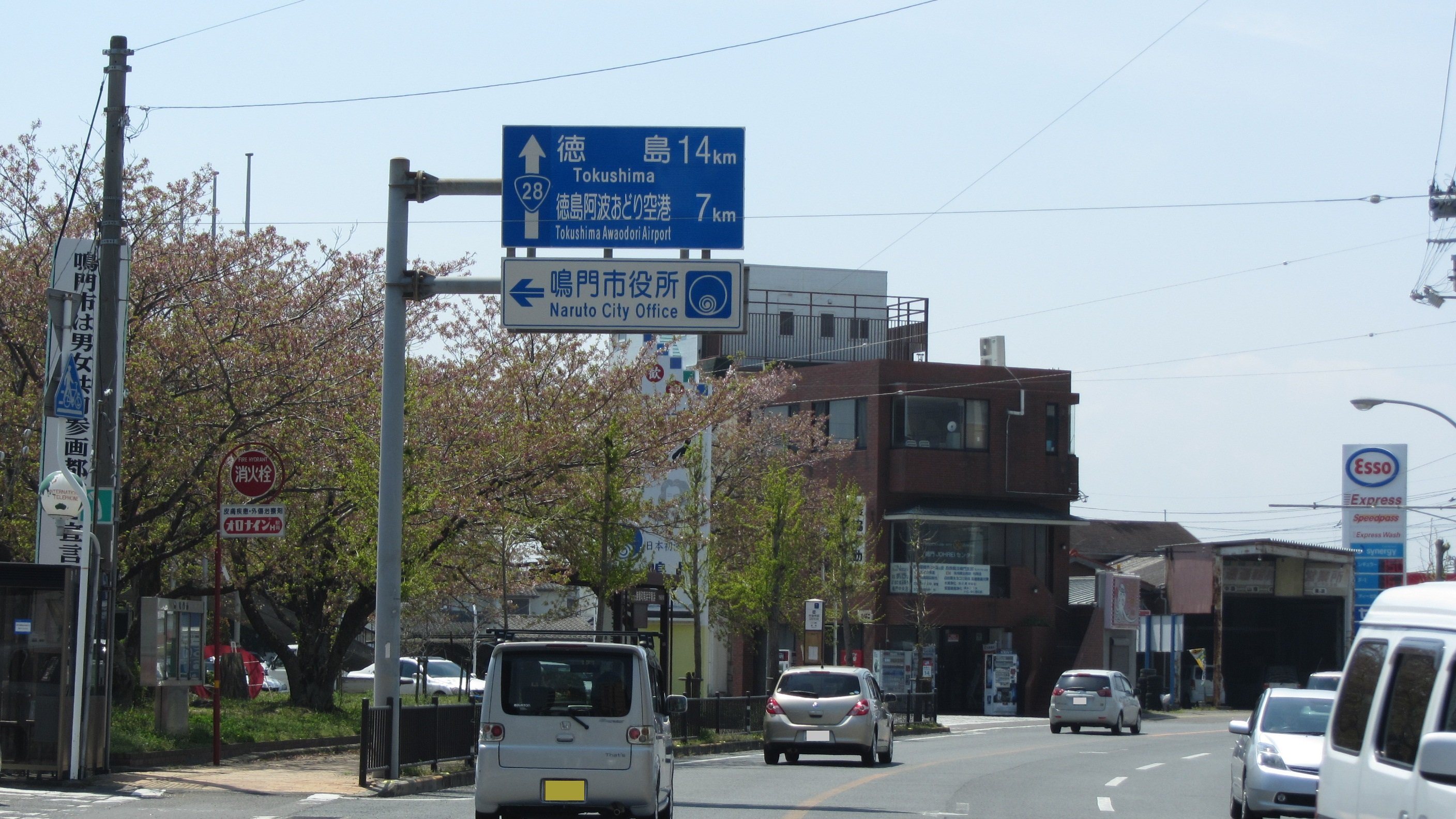
도쿠시마현 나루토시의 시내 구간

국도 제28호선(일본어: 国道28号)은 일본 효고현 고베시 주오구부터 아와지섬을 경유해서 도쿠시마현 도쿠시마시까지 이어주는 총연장 198.8 km, 실제 연장 157.8km, 현도 156.7km 거리인 일본의 일반 국도이다.

## 주요 경유지
- 효고현
  - 고베시 (주오구 - 효고구 - 나가타구 - 스마구 - 다루미구) - 아카시시 - 아와지시 - 스모토시 - 미나미아와지시
- 도쿠시마현
  - 나루토시 - 이타노군 마쓰시게정 - 도쿠시마시